# Joseph Tommasi
Pour le néonazi américain, voir Joseph Tommasi (néonazi).
Joseph Tommasi,  né le 26 juillet 1886 dans le 14e arrondissement de Paris et mort le 29 mai 1926 à Moscou, est un homme politique français, cadre du Parti communiste français.
Il devient membre en 1921 du Comité directeur du Parti communiste français (PCF), puis, en 1923, du Bureau politique. Durant quelques mois, il est secrétaire général du PCF à titre provisoire comme représentant de la tendance de Gauche. En 1924, il n'est pas reconduit au Bureau politique.

## Biographie
Des sources[Lesquelles ?] le donnent ouvrier chez Renault. Pendant la Première Guerre mondiale, il est affecté chez Morane-Saulnier.
Depuis 1904, il est membre du Parti socialiste. Au moment de la guerre, il fait partie des opposants à l'Union sacrée. Durant la guerre, il préconise la réquisition des usines de guerre par l'État.
En 1918, il participe au congrès des syndicats minoritaires de la Seine, puis au congrès national des Métaux. La même année, il est l'un des premiers animateurs de la grève de la Voiture-Aviation. Il regrette l'absence d'un Comité de défense syndicaliste dans ce mouvement.
Au XIXe congrès de la CGT, qui se tient en 1918 à Paris, il appartient à la commission des résolutions et se prononce contre la résolution adoptée qui, à ses yeux, approuve la politique passée de la CGT. Il adresse également une lettre au Président américain et invite (au nom de sa Fédération des ouvriers de l'Automobile et de l'Aviation) le comité exécutif de la CGT à soutenir la Révolution russe. Néanmoins, il se réjouit de la victoire des Alliés.
Membre du comité de la Fédération nationale de la Voiture et de l'Aviation et délégué suppléant de la CGT, Tomassi intervient souvent dans les assemblées de grévistes. En 1919, il devient membre de la commission administrative de la CGT. Lors d'un meeting des travailleurs de la Voiture-Aviation, il appelle, notamment, les chômeurs à s'emparer des usines. 
Au XXe congrès de la CGT, en 1919 à Lyon, il participe à la création d'un Comité provisoire des syndicats minoritaires de la CGT. Il est, alors, secrétaire adjoint de l'Union syndicale de la Voiture-Aviation.
En février 1920, il est délégué au congrès socialiste de Strasbourg et est élu à la Commission administrative permanente (CAP) du parti. Quelques mois plus tard, au Congrès de Tours, il représente la XIIe section de la Seine. Peu avant, il avait démissionné du Comité de Reconstruction de l'Internationale et signé la motion du Comité de la IIIe Internationale. 
En novembre, il est présent lors du congrès extraordinaire de l'Union des syndicats de la Seine et est élu secrétaire de cette organisation le mois suivant.
En juillet 1921, il est délégué au congrès constitutif de l'Internationale syndicale rouge (ISR). Il y considère, à partir de la résolution votée par les minoritaires de la CGT à Orléans, qui prévoit une collaboration entre syndicats et partis dans le cadre d'une autonomie entre eux, qu'il s'agit de la position de principe à défendre. Sur cette base, il signe la résolution finale qui prévoit l'établissement d'un lien organique entre l'Internationale communiste (IC) et l'ISR. Il assiste, également, au IIIe congrès de l'IC.
Dès son retour du congrès de l'ISR, Tommasi est convoqué par la commission exécutive de l'Union des syndicats de la Seine et, sous la pression des Comités syndicalistes révolutionnaires, doit démissionner du secrétariat de l'union. Il lui est reproché sa position au congrès de l'ISR. Pour sa part, dans le Bulletin communiste, il se défend d'avoir entériné la subordination des syndicats aux partis. Pourtant, dans un texte paru dans la Vie ouvrière, dix-neuf membres des Comités syndicalistes révolutionnaires le désavouent publiquement.
Tommassi rejoint, à ce moment, les syndicalistes-révolutionnaires regroupés autour de La Vie ouvrière. En 1920, il a rejoint le Parti communiste et, en 1921, lors du congrès de Marseille du parti, Tommasi est élu au Comité directeur. Il devient, également, rédacteur de la page syndicale de L'Humanité. En 1922, il devient encore l'un des rédacteurs de La Lutte de classes, bulletin de l'ISR. En mars, il est délégué au congrès de Rome du Parti communiste italien, puis est chargé de préparer le congrès de Saint-Étienne de la Confédération générale du travail unitaire (CGTU).
En octobre 1922, lors du congrès de Paris du PC, face à l'annonce par le Centre de la constitution d'un comité directeur homogène qui exclut les leaders de la Gauche, Tommasi lance un appel à l'Internationale. Par ailleurs, il démissionne de la rédaction de L'Humanité et signe les divers appels de la Gauche à l'IC. Le Bulletin communiste étant annexé par le Centre, Tommasi participe au lancement des Cahiers communistes. Comme les autres leaders de la Gauche, il approuve les résolutions du IVe congrès de l'IC, qui imposent un rééquilibrage des tendances dans le Comité directeur.
Début 1923, à l'occasion du conseil national de Boulogne du PC, Tommasi, désormais membre du Bureau politique (BP), devient à titre provisoire le secrétaire général du PC pour la tendance de Gauche. Il assiste aux réunions quotidiennes de la rédaction de L'Humanité. En novembre, toujours comme délégué de la Fédération de la Voiture-Aviation, il participe au IIe congrès de la CGTU, à Bourges. De par ses nouvelles fonctions au PC, il y symbolise la fusion du syndicalisme français avec le mouvement communiste.
En janvier 1924, à l'occasion du congrès de Lyon du PC, il est réélu au Bureau politique, lequel, deux mois plus tard, propose de le désigner comme délégué auprès de l'IC. Mais, le Comité directeur refuse. Dans le conflit interne PC à propos du PC russe, Tommasi se range à l'orientation de la direction. Ce qui ne l'empêche pas de souscrire à l'édition des textes de Trotsky, publiés sous le nom de Cours nouveau. En juin, devant le conseil national réuni à Saint-Denis dans la Seine, Tommasi présente le rapport sur les cellules d'usines. Il demeure, également, membre du Comité central du Secours ouvrier international.
Ce même mois de juin 1924, Tomassi assiste à la réunion de l'exécutif élargi de l'IC. Après le Ve congrès de celle-ci, le Bureau politique est remanié et Tommasi n'y est pas reconduit. Deux mois plus tard, lors d'une assemblée générale de la Fédération de la Seine, lorsque des opposants interviennent, Tommasi quitte la salle. En octobre, il trouve un emploi au Cinéma du peuple et, en novembre, assiste à la réunion de la Fédération de la Seine qui exclut les opposants.
Dès 1921, Tommasi avait mis sur pied un réseau de correspondants dans les usines d'aviation susceptible d'avoir fourni des informations aux Soviétiques. C'est ce que repère le ministère de la Guerre et, en 1924, Tommasi doit quitter son domicile parisien de la rue de Chaligny. Il s'installe à Moscou, où, logé à l'hôtel Lux, il est délégué de la CGTU auprès de l'ISR. Il y devient un sympathisant de l'opposition au PC français. En 1926, à Moscou, il rencontre un de ces opposants, Engler, et participe avec lui à la préparation des déclarations que fait Engler au Plénum de l'IC.
Quatre ans après sa mort, en 1926, le 12e Groupe d'Amis de Tommasi dépose une palme, notamment en son honneur, au cimetière de Charenton-Valmy.

## Source
- Dictionnaire biographique du mouvement ouvrier français, Les Éditions de l'Atelier, 1997 (lire en ligne)